# 芦阳镇 (景泰县)
芦阳镇，是中华人民共和国甘肃省白银市景泰县下辖的一个乡镇级行政单位。

## 行政区划
芦阳镇下辖以下地区：
芦阳村、东关村、城关村、城北墩村、席滩村、寺梁村、西林村、石城村、一条山村、芳草村、十里沙河村、红光村和响水村。